# 安貞
安貞（あんてい）は、日本の元号の一つ。嘉禄の後、寛喜の前。1227年から1229年までの期間を指す。この時代の天皇は後堀河天皇。鎌倉幕府将軍は藤原頼経、執権は北条泰時。

## 改元
- 嘉禄3年12月10日（ユリウス暦1228年1月18日）：天変が相次いだため、また、三合や疱瘡の流行のため改元。
- 安貞3年3月5日（ユリウス暦1229年3月31日）：天変が続き飢饉状態となったことから寛喜に改元。

なお、それまで朝廷から鎌倉幕府に改元を報じる使者が派遣されていたが、今回より六波羅探題に派遣され、六波羅探題の使者が鎌倉に伝えるようになった。また、鎌倉では改元に伴って幕府の政所にて吉書始の儀式が行われるようになった。

## 安貞期におきた出来事
2年
- 7月20日～21日：風吹雨澤（大風雨）による洪水泛溢（洪水）で京都鴨川氾濫と近江でも水害。
- 11月21日：京都鎌倉に樹木を折り舎屋を破る風猛（大風）。

## 西暦との対照表
※は小の月を示す。
| 安貞元年（丁亥） | 一月      | 二月※ | 三月  | 閏三月※ | 四月  | 五月※ | 六月  | 七月※ | 八月 | 九月  | 十月※   | 十一月  | 十二月※  |
| ---------------- | --------- | ----- | ----- | ------- | ----- | ----- | ----- | ----- | ---- | ----- | ------- | ------- | -------- |
| ユリウス暦       | 1227/1/19 | 2/18  | 3/19  | 4/18    | 5/17  | 6/16  | 7/15  | 8/14  | 9/12 | 10/12 | 11/11   | 12/10   | 1228/1/9 |
| 安貞二年（戊子） | 一月      | 二月※ | 三月  | 四月※   | 五月※ | 六月  | 七月※ | 八月  | 九月 | 十月  | 十一月※ | 十二月  |          |
| ユリウス暦       | 1228/2/7  | 3/8   | 4/6   | 5/6     | 6/4   | 7/3   | 8/2   | 8/31  | 9/30 | 10/30 | 11/29   | 12/28   |          |
| 安貞三年（己丑） | 一月      | 二月※ | 三月※ | 四月    | 五月※ | 六月※ | 七月  | 八月※ | 九月 | 十月  | 十一月  | 十二月※ |          |
| ユリウス暦       | 1229/1/27 | 2/26  | 3/27  | 4/25    | 5/25  | 6/23  | 7/22  | 8/21  | 9/19 | 10/19 | 11/18   | 12/18   |          |